# Røa Kunstisbane Bogstad
De Røa Kunstisbane Bogstad is een kunstijsbaan in de voormalige stadswijk Røa, nu deel uitmakend van de stadswijk Vestre Aker in Oslo in de provincie Oslo in het zuiden van Noorwegen. De ijsbaan wordt gebruikt als bandybaan. De kunstijsbaan is geopend op 13 december 2014 en heeft een oppervlakte van 15.000 m². De ijsbaan is gelegen naast de golfbaan van Bogstad en tegenover de Bogstad skole. De ijsbaan wordt ook wel het Bogstad Vinterparadis genoemd.
De Røa Kunstisbane Bogstad is de thuisbaan van Røa IL Bandy (afdeling van Røa Allianseidrettslag).